# Balaque ibne Barã
Balaque ibne Barã ibne Ortoque (Balaq ibn Bahram ibn Ortoq; m. 1124) foi um oficial turco da família dos ortóquidas da Síria, antes de se tornar atabegue de Alepo de 1124 a 1125. Era filho de Barã, ele próprio filho de Artuque, o governador seljúcida de Jerusalém e da Palestina.

## Vida
Poucos documentos falam de seu pai, que é mais citado como filho de Artuque e pai de Balaque, e não por suas ações. Não seria exagero supor que seu pai morreu pouco antes de Artuque (1091), pois seus tios Soquemã e Ilgazi sucederam o pai deles, enquanto não ocorreu o mesmo com Barã e seu outro irmão Abedal Jebar (pai de Badre Adaulá Suleimão). Em 1100, Balduíno I, que havia se tornado conde de Edessa dois anos antes, ocupou a fortaleza de Samósata e procurou reduzir Saruje, outra cidade que ameaçava parte do Condado de Edessa. O cronista Alberto de Aquisgrão especifica que esta cidade estava sujeita a um emir chamado Balas, que René Grousset e outros historiadores identificam com Balaque. Os habitantes de Saruje se recusaram a pagar a Balaque o tributo anual, que despachou uma embaixada a Balduíno para pedir sua ajuda, vendo-o apenas como um mercenário como Roussel de Bailleul havia sido alguns anos antes. Mas Balduíno, depois de tomar Saruje, a conectou ao Condado de Edessa, às custas de Balaque. Mas cronistas árabes, como ibne Alatir, afirmam que o governante de Saruje não era Balaque, mas seu tio Soquemã, o ex-governador de Jerusalém antes da cidade ser tomada pelo Califado Fatímida em 1098.
Pouco depois, em 1103, tomou as cidades de Ana e Hadita da família do emir Iaiche ibne Issa. Em 1120, foi governador de Atarebe, onde seu tio Ilgazi o nomeou, e devastou parte do Principado de Antioquia, enquanto seu tio marchou sobre a cidade e a sitiou, mas Balaque foi derrotado pelos francos e Ilgazi preferiu recuar. No final de junho de 1122, Ilgazi e Balaque retomaram a guerra contra os francos e sitiam Zerdana, mas um contra-ataque do rei Balduíno II limpou a cidade. Em setembro de 1122, Joscelino I, Conde de Edessa, tentou capturar Balaque, mas foi emboscado por ele e aprisionado em Carpute. A situação tornou-se delicada para Balduíno II que, já tendo que assegurar a regência do Principado de Antioquia, devia agora assegurar a do Condado de Edessa. Felizmente, Ilgazi morreu de doença em 3 de novembro e seus bens foram compartilhados entre seu filho mais velho Suleimão, que recebeu o norte de Diar Baquir, seu filho mais novo Huçamedim Timurtaxe, que recebeu o sul de Diar Baquir e Mardim, seu sobrinho Badre Adaulá Suleimão que recebeu Alepo e Balaque que recebe Carpute e Palu, das quais já era governador. Balduíno II aproveitou este enfraquecimento do Emirado Ortóquida para atacar Alepo e obter do atabegue Suleimão a fortaleza de Atarebe, cuja população estava desacreditada.
Em 18 de abril de 1123, foi Balduíno II quem por sua vez foi capturado por Balaque e encarcerado em Carpute. A regência do Reino de Jerusalém foi assegurada por Eustácio Granário, senhor de Sidom e Cesareia, e Balaque aproveitou o prestígio obtido com a captura do rei e o descrédito de seu primo Suleimão para sitiar Alepo. Mas a população resistiu, temendo sua brutalidade, e não se rendeu antes de um mês, em 28 de junho. Então sitiou Albara, a residência de um senhor e bispo latinos, até ficar sabendo, em 7 de agosto, que seus prisioneiros Joscelino e Balduíno se libertaram e assumiram o controle da cidadela de Carpute. De fato, cerca de cinquenta armênios de Edessa entraram em Carpute disfarçados de mercadores e monges e conseguiram tomar a cidadela, libertando seus prisioneiros. Recuperando-se da surpresa, os turcos os cercaram, mas Joscelino conseguiu deixar a cidade e se juntou a Edessa, mais Jerusalém, onde organizou um exército de socorro. Balaque voltou apressado, sitiou sua cidadela e, quando a tomou, em 16 de setembro, massacrou seus defensores, com exceção do rei, um dos sobrinhos dele (que René Grousset sugeriu ser Manassés de Hierges) e Galerano de Puiset.
A guerra entre os sírios do norte e os francos foi liderada pelo conde Joscelino, que foi forçado a voltar ao saber da captura de Balduíno, mas devastou e saqueou os arredores de Alepo durante o outono de 1123. Em janeiro de 1124, Balaque retomou o controle de Alepo, que começou a se revoltar e se aliou a Toguetequim, atabegue de Damasco. Os dois emires sitiam Hasarte, uma localidade que garantia as comunicações entre Edessa e Antioquia, mas foram repelidos pelos francos. Foi nessa época que Haçane ibne Gumustequim, tenente de Balaque e governador de Mambije, se revoltou. Balaque deu a seu primo Timurtaxe o comando do cerco a Mambije e se preparou para limpar o porto de Tiro, sitiado pelos cruzados. Foi durante uma inspeção final na cidade que foi atingido por uma flecha disparada por um soldado de Haçane em 6 de maio de 1124. Percebendo que estava mortalmente ferido, exclamou "este tiro é um golpe fatal para todos os muçulmanos" e morreu pouco depois.
Timurtaxe, filho de Ilgazi, retirou-se para Mardim porque descobriu que havia guerra demais na Síria contra os francos. Começou liberando Balduíno II como resgate. Como Balaque morreu antes de resgatar Tiro e os fatímidas desistiram de enviar um exército de ajuda para lá, a cidade foi tomada pelos francos em 7 de julho. Balduíno então começou a sitiar Alepo e Timurtaxe não se interessou por isso e inclusive executou os mensageiros da cidade que vieram pedir sua ajuda. Os alepinos então rejeitam sua suserania e oferecem a cidade ao atabegue de Moçul, Aque Suncur Bursuqui.